# صالح بن درويش التميمي
أبو سعيد الشيخ صالح بن درويش بن علي بن محمد حسين بن زين العابدين الكاظمي المعروف بالشيخ صالح التميمي (1119 هـ- 1261 هـ / 1776م - 1845م)، شاعر عراقي شيعي.
ولد في الكاظمية ونشأ بها وتوفي والده وهو صغير ولم يكن يبلغ سن المراهقة بعد وغادر بعدها إلى النجف وبقي فيها لمدة ثم سكن الحلة وبقي بها مدة حتى استقدمه والي بغداد انذاك داود باشا وقد كتب في مدح داود باشا وغيره من أعيان العراق في عصره توفي في بغداد في الليلة الرابعة عشر من شعبان 1261 هـ ورثاه عدد من الشعراء منهم عبد الباقي العمري وعبد الحسين محيي الدين وإبراهيم العاملي وقد كتب عنه محمد مهدي البصير في كتابه نهضة العراق الأدبية في القرن التاسع عشر وجمع له مساجلاته ونوادره.

## آثاره
له ديوان شعري من 180 صفحة بعنوان ديوان التميمي قام بتحقيقه محمد رضا السيد سلمان المحامي وعلي الخاقاني طبع في مطبعة الزهراء في النجف 1367هـ/ 1948م وكتب مقدمته علي الخاقاني صاحب مجلة البيان وفي ذيل الديوان متن شعري بعنوان «الروضة التميمية» اشتملت على 28 قصيدة في مدح مولى الحويزة الشيخ عبد علي و صنف عدة كتب جمعت مادتها بين التاريخ والأدب و من أهمها كتاب «وشاح الرود والجواهر والعقود في اخبار الوالي داود» فيه كثير من شعر الوزير داود ومساجلاته مع شعراء عصره